# Gumi
Gumi (del coreano: 구미), oficialmente Ciudad de Gumi (en coreano: 구미시, Gumi-si), es una ciudad en la provincia de Gyeongsang del Norte al suroeste de la república de Corea del Sur. Está ubicada al sur de Seúl a unos 200 km y a 37 km al noreste de Daegu pasando el Río Nakdong. Su área es de 616.31 km² (50% bosque) y su población total es de 405.000.

## Administración
La ciudad de Gumi se divide en 19 distritos, 6 condados y 2 villas.

## Historia
En el periodo de Tres Reinos de Corea, Gumi fue parte del territorio del reino de Silla. El primer templo de Silla, el templo Dori fue construido aquí.
Park Chung-hee, militar y político nació aquí en 1917 y la ciudad en su periodo tuvo un amplio desarrollo económico, hoy su casa es museo en la ciudad.
En los años de 1960 esta región tuvo un boom económico, creciendo rápidamente de una área rural a una ciudad importante gracias al apoyo del gobierno.

## Economía
Gumi es la segunda ciudad más grande de la provincia. Es una zona de eje y centro industrial , donde muchas compañías internacionales tienen una sede incluido Samsung Electronics y LG Display. Su economía se obtiene de industrias textiles, electrónica, fibras, caucho, plástico y productos de metal. En Gumi 1.772 empresas emplean a 80.000 personas. En 2009 la ciudad exportó el 96,9% del superávit comercial del país.
Por la ciudad pasan las autopistas Gyeongbu (경부 고속도로) y la Línea Gyeongbu (경부선) que conecta al suroeste del país con Seúl.

## Geografía
En los límites de Gumi hay montañas como el Geumo que alcanza los 967 m de alto y se encuentra en el parque Geumo donde también se ubica un embalse, una cascada de 27 m de altura , que se seca por completo en los periodos de sequía y se congela en el invierno.

## Clima
| Parámetros climáticos promedio de Gumi (1981−2010) | Parámetros climáticos promedio de Gumi (1981−2010) | Parámetros climáticos promedio de Gumi (1981−2010) | Parámetros climáticos promedio de Gumi (1981−2010) | Parámetros climáticos promedio de Gumi (1981−2010) | Parámetros climáticos promedio de Gumi (1981−2010) | Parámetros climáticos promedio de Gumi (1981−2010) | Parámetros climáticos promedio de Gumi (1981−2010) | Parámetros climáticos promedio de Gumi (1981−2010) | Parámetros climáticos promedio de Gumi (1981−2010) | Parámetros climáticos promedio de Gumi (1981−2010) | Parámetros climáticos promedio de Gumi (1981−2010) | Parámetros climáticos promedio de Gumi (1981−2010) | Parámetros climáticos promedio de Gumi (1981−2010) |
| Mes                                                | Ene.                                               | Feb.                                               | Mar.                                               | Abr.                                               | May.                                               | Jun.                                               | Jul.                                               | Ago.                                               | Sep.                                               | Oct.                                               | Nov.                                               | Dic.                                               | Anual                                              |
| -------------------------------------------------- | -------------------------------------------------- | -------------------------------------------------- | -------------------------------------------------- | -------------------------------------------------- | -------------------------------------------------- | -------------------------------------------------- | -------------------------------------------------- | -------------------------------------------------- | -------------------------------------------------- | -------------------------------------------------- | -------------------------------------------------- | -------------------------------------------------- | -------------------------------------------------- |
| Temp. máx. media (°C)                              | 4.3                                                | 7.2                                                | 12.7                                               | 20.2                                               | 24.9                                               | 27.9                                               | 29.8                                               | 30.4                                               | 26.2                                               | 21.1                                               | 13.5                                               | 6.9                                                | 18.7                                               |
| Temp. media (°C)                                   | −1.3                                               | 1.1                                                | 6.2                                                | 12.9                                               | 18.0                                               | 22.1                                               | 24.9                                               | 25.2                                               | 20.1                                               | 13.6                                               | 6.8                                                | 0.8                                                | 12.5                                               |
| Temp. mín. media (°C)                              | −6.2                                               | −4.3                                               | 0.3                                                | 5.8                                                | 11.3                                               | 16.8                                               | 20.9                                               | 21.2                                               | 15.3                                               | 7.7                                                | 1.1                                                | −4.2                                               | 7.1                                                |
| Precipitación total (mm)                           | 20.2                                               | 28.2                                               | 45.4                                               | 66.3                                               | 77.0                                               | 130.3                                              | 237.9                                              | 237.0                                              | 146.3                                              | 35.4                                               | 31.9                                               | 16.8                                               | 1072.5                                             |
| Días de precipitaciones (≥ 0.1 mm)                 | 5.0                                                | 5.5                                                | 7.4                                                | 7.0                                                | 8.1                                                | 8.8                                                | 13.6                                               | 12.7                                               | 8.5                                                | 4.7                                                | 5.6                                                | 4.9                                                | 91.8                                               |
| Horas de sol                                       | 166.7                                              | 173.3                                              | 198.0                                              | 223.7                                              | 235.6                                              | 198.7                                              | 170.1                                              | 179.8                                              | 171.2                                              | 194.6                                              | 158.3                                              | 159.5                                              | 2229.6                                             |
| Humedad relativa (%)                               | 61.2                                               | 59.2                                               | 58.0                                               | 55.3                                               | 60.7                                               | 67.5                                               | 76.0                                               | 76.0                                               | 74.6                                               | 69.4                                               | 66.8                                               | 64.3                                               | 65.8                                               |
| Fuente: Administración Meteorológica de Corea      |                                                    |                                                    |                                                    |                                                    |                                                    |                                                    |                                                    |                                                    |                                                    |                                                    |                                                    |                                                    |                                                    |

## Ciudades hermanas
- Otsu, Japón (desde 1990)
- Biskek, Kirgizstán (desde 1991)
- Shenyang, República Popular China (desde 1997)
- Changsha, República Popular China (desde 1998)
- Mexicali, México (desde 1998)
- Eindhoven, Países Bajos (desde 2003)